# خالد الأحمد الجابر الصباح
الشيخ خالد الأحمد الجابر الصباح (1935 - 4 مايو 2011)، وزير الديوان الأميري الكويتي منذ تأسيسه حتى عام 1990. هو الابن الخامس للشيخ أحمد الجابر الصباح من زوجته اليمامة والأخ الشقيق لأمير الكويت السابق الشيخ نواف الأحمد الجابر الصباح.

## حياته العملية
- تولى عام 1962 رئاسة الديوان الأميري منذ تأسيسه[2]، وفي مارس من عام 1978 أصبح اسمُهُ وزير الديوان الأميري بدلًا من رئيس الديوان الأميري.[1] وقد استمر بتولّي المنصب حتى عام 1990 عندما ترك منصبه[1]، ولم يشغل بعدها أي منصب سياسي آخر.

## حياته العائلية
تزوج من:
- ابنة عمه الشيخة نسيمة الحمود الجابر الصباح.
- الشيخة سهام سالم الحمود الصباح.

ولديه من الأبناء:
- الشيخة مأمونة.
- الشيخ أحمد.
- الشيخ طلال.
- الشيخ فواز.
- الشيخ تركي.
- الشيخة أزهار.
- الشيخة اعتماد.
- الشيخة رابعة.
- الشيخة تماضر.
- الشيخة شيخة.